# Golub-Dobrzyń

Golub-Dobrzyńs stadsvapen

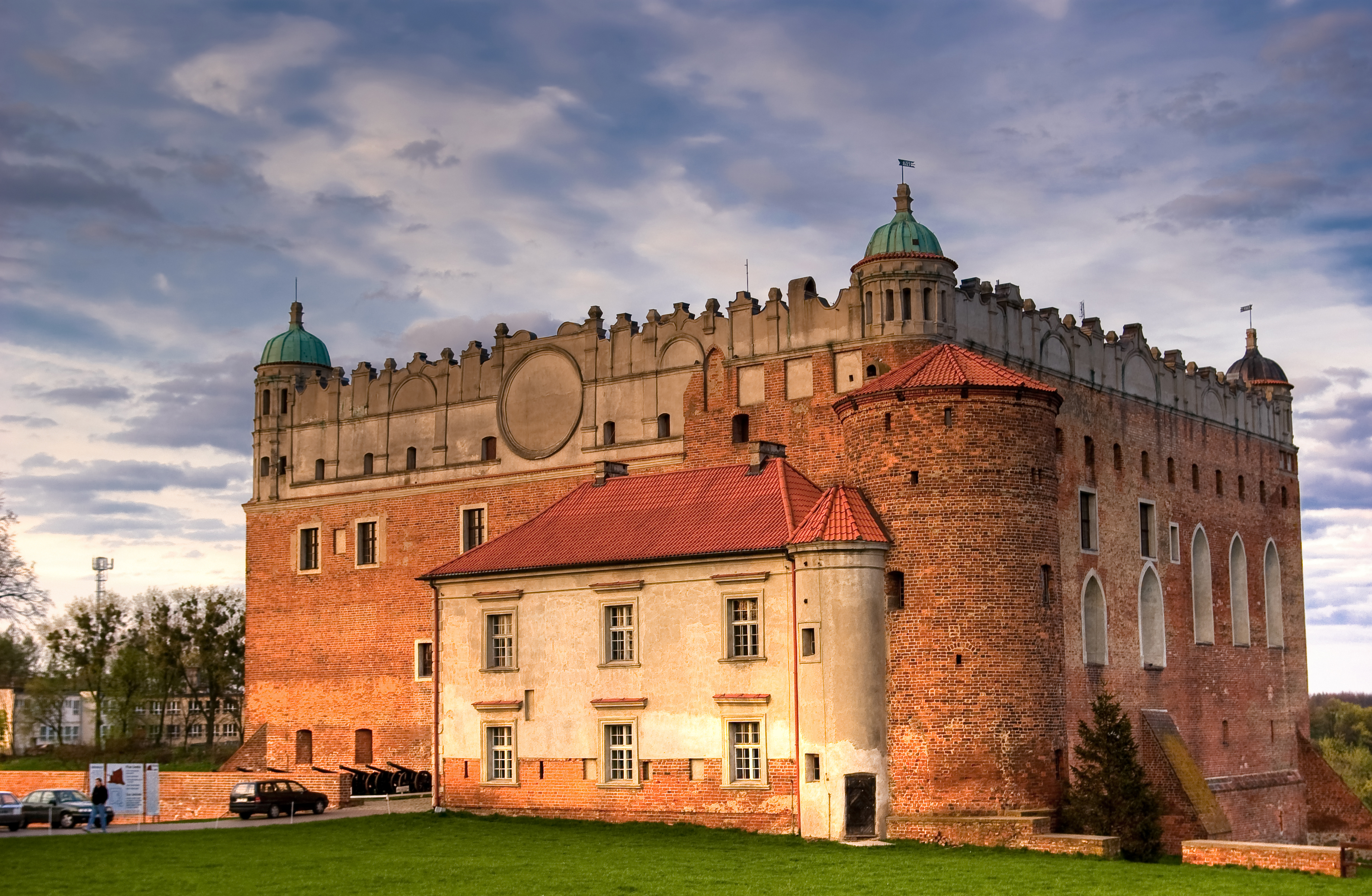
Golub slottet

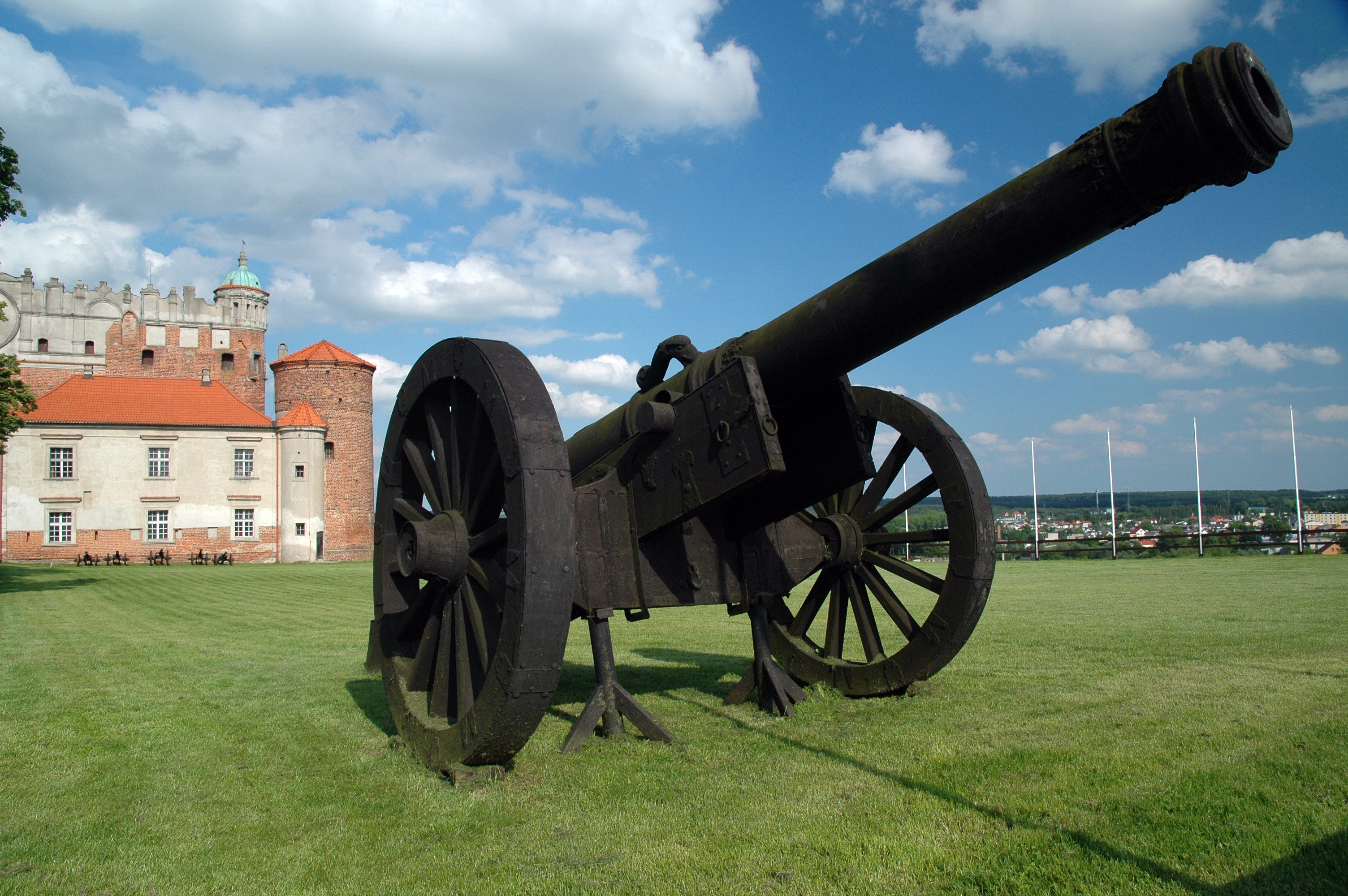
Slanga i Golub slottet

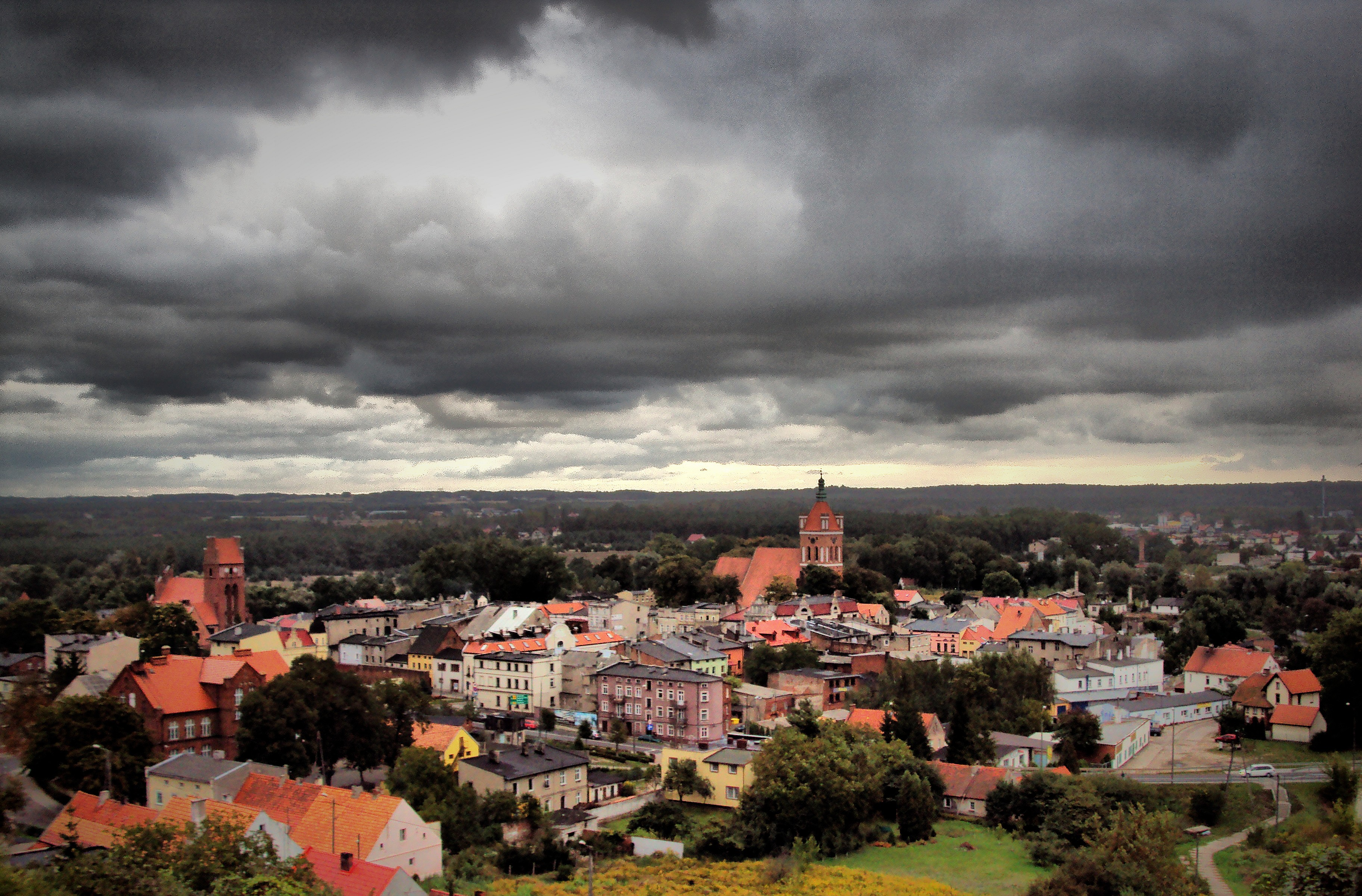
Golub-Dobrzyń

Golub-Dobrzyń är en stad som ligger vid floden Drwęca i mellersta Polen. Staden är omnämnd 1258.